# Б'єрн Свейнссон Б'єрнссон
Б'єрн Свейнссон Б'єрнссон  (ісл. Björn Sveinsson Björnsson, 15 жовтня 1909, Рейк'явік — 14 квітня 1998, Борґарнес) — ісландський доброволець Ваффен-СС, оберштурмфюрер СС, журналіст при полку СС «Курт Еггерс», який працював на данському радіо. Син першого президента Ісландії Свейнна Б'єрнссона.

## Біографія
Закінчив гімназію в Рейк'явіку, в 1930 році переїхав до Швеції, де влаштувався працювати в філії ісландської транспортної компанії Eimskip. У 1931 році переїхав до Німеччини, осів в Гамбурзі. Його перша дружина, Марія, народила двох дочок (Хьордіс і Брунгільда), а в 1937 році Б'єрн і Марія розлучилися. До того моменту він уже став надавати матеріальну підтримку НСДАП, оскільки був вражений їхньою політикою. У 1935 році заснував власну компанію Björn Sveinsson & Co., яка розорилася в 1938 році, а незабаром виїхав в Данію, працював в Копенгагені і Орхусі на заводі з виробництва олії.
9 квітня 1940 року німці окупували Данію і де-юре Ісландію. В початку 1941 році Б'єрн повернувся до Гамбурга, де знайшов роботу на місцевому підприємстві. Після нападу Німеччини на СРСР він записався добровольцем в Ваффен-СС, взимку 1942 року служив кореспондентом на Східному фронті при 5-ї танкової дивізії СС «Вікінг». Закінчив юнкерське училище СС в Бад-Тельці. Працював у відділі пропаганди в Берліні і займався німецькомовними новинами і радіомовленням. Також він працював мовником на данському радіо і публікував статті в журналі СС «Daggry». Восени 1944 року не без допомоги Б'єрна були розкриті плани про спробу повстання данської поліції проти німецької окупаційної влади. Протягом 10 днів, поки німецька поліція відловлювала призвідників, Б'єрн разом з німцем Ернстом Ломанном на Данському радіо висвітлював події в традиційному пропагандистському ключі, чим здобув погану славу серед данців. Б'єрн хвалився, що завдяки своїй роботі завдав серйозного удару по данському опору. 
Після капітуляції Німеччини він був заарештований датчанами, але в 1946 році без будь-яких пояснень був звільнений. За однією з версій, це сталося під тиском США; за іншою версією, данці й ісландці побоювалися, що це вдарить по репутації його батька, який в 1944 році став президентом Ісландії. Повернувшись до Ісландії (в Коупавогур), Бйорн вдруге одружився з арфісткою і співачкою Нанне Егільсдоттір. З нею він поїхав в 1949 році в Аргентину, але не знайшов там належної роботи і повернувся додому. Деякий час він працював в міжнародному аеропорту в Кеблавіку, працював в торгових компаніях ФРН і США. З 1962 року співпрацював з Encyclopædia Britannica, забезпечував продажу книг в Ісландії і Скандинавії. В кінці життя вивчав мовознавство і музику, а також фізичну культуру. Останні роки життя провів у Боргарнесі.
Його дружина загинула 22 березня 1979 року в автокатастрофі біля Блікастедума, коли її збив п'яний водій, який виїхав на зустрічну смугу. У цьому шлюбі у Бйорна Свейнссона дітей не було.

## Звання
- Анвертер СС (6 жовтня 1941)
- Шутце СС (6 жовтня 1941)
- Штурмманн СС (20 квітня 1942)
- Унтершарфюрер СС (вересень 1942)
- Юнкер СС (жовтень 1942)
- Штандартенюнкер СС
- Штандартен-оберюнкер СС (24 листопада 1943)
- Унтерштурмфюрер СС (20 квітня 1944)
- Оберштурмфюрер СС (20 квітня 1945)

## Нагороди
- Медаль «За зимову кампанію на Сході 1941/42»
- Почесна шпага рейхсфюрера СС
- Залізний хрест 2-го класу